# Bit tax
La bit tax (o tassa sui bit) è un tributo che percuote i dati trasmessi via internet, da applicare al traffico digitale per ogni unità di trasmissione elettronica, cioè il bit.

## Origini della proposta
Nel 1994, l'economista canadese Arthur J. Cordell, si fece promotore dell'introduzione di una bit tax, quale tributo globalmente applicabile. La bit tax suggeriva di superare i tradizionali criteri di capacità contributiva per considerare fattispecie imponibile la semplice trasmissione dei dati attraverso le reti informatiche. Per la prima volta il dato non sarebbe stato inteso soltanto come mera informazione, bensì come indice di ricchezza economica e, in quanto tale, passibile di tassazione.
Infatti, secondo l'ideatore, in un mercato divenuto globale dove il lavoro, inteso in senso tradizionale, ha perso molta della sua importanza, un nuovo fattore produttivo che si affaccia inarrestabile è la capacità di gestire e trasmettere l'informazione. La nuova ricchezza dei popoli è insita proprio nei miliardi di informazioni che, in sequenza digitale, circolano sulla rete e nella capacità di trarne profitto.
Benché la proposta avesse destato notevole interesse tra gli studiosi, essa suscitò scarsa adesione politica e non venne portata avanti nemmeno dalla Commissione europea e dall’OCSE. In particolare, l'OCSE manifestò una ferma opposizione ad ogni forma di tassazione che colpisse lo scambio di dati, ritenendola un’ipotesi irrealistica e potenzialmente discriminatoria.
Nel 1997, in occasione della conferenza sul commercio elettronico di Turku, emerse la necessità di passare da una mera elaborazione teorica ad una concreta attuazione, ma di fatto non fu dato seguito alla proposta di una bit tax a causa di quei Paesi che volevano garantire la neutralità fiscale, secondo cui la tassazione dovrebbe essere equa tra forme di commercio elettronico e commercio convenzionale.
Il dibattito sull’opportunità di utilizzare forme innovative di tassazione come la bit tax, nonostante abbia perso parte dello slancio iniziale, è ancora aperto. La riflessione è stata ripresa, nel 2015, dal giurista italiano Franco Gallo. Egli intendeva calcolare l’importo del tributo sulle trasmissioni digitali di informazioni proporzionalmente al numero di bit trasmessi, però, con l’applicazione di aliquote differenti a seconda della dimensione o del fatturato del contribuente, introducendo un elemento di progressività. A parere di Gallo, la bit tax ha il vantaggio di essere un’imposta di facile gestione e riscossione, con vocazione planetaria, dal momento che presuppone l’accordo di tutti gli Stati, e, inoltre, consentirebbe, attraverso la tassazione dei bit a monte degli operatori del traffico digitale, in piccolissime quantità, di ottenere enormi introiti.

## Oggetto
La bit tax è una tipologia di imposizione sull’economia digitale, basata sui flussi informatici trasmessi per mezzo di Internet e, specificamente, rappresenterebbe un sistema impositivo incentrato sull'intensità delle trasmissioni compiute. La quantità di valore aggiunto della comunicazione non avrebbe alcun rilievo.
In concreto, la bit tax risulterebbe commisurata al numero di bit trasmessi da Internet e ricevuti dall’utente e, dunque, al traffico digitale interattivo, a prescindere dal suo contenuto. Più propriamente, quindi, dovrebbe considerarsi un’imposta su una forma di occupazione della rete da parte delle imprese digitali.
I soggetti passivi sarebbero gli utilizzatori del web e delle altre infrastrutture telematiche.
L'imposta fu originariamente ipotizzata in 0.000001 centesimi/$ per ogni bit trasmesso, una misura chiaramente calibrata al periodo storico in cui l'idea della bit tax fu avanzata.
Sarebbe necessario adottare, ai fini della sua applicazione, dei dispositivi in grado di monitorare questo flusso telematico e addebitare l'imposta all'utente. 

## Aspetti critici
Il motivo per cui tale soluzione non è stata empiricamente realizzata risiede nei limiti che la bit tax presenta.
Anzitutto, un’imposta così costruita, esorbita chiaramente dall’ambito della specifica tassazione delle imprese digitali e, pertanto, non può essere assunta come strumento per recuperare il gettito sui redditi prodotti da tali società.
Un limite ontologico è da ravvisarsi, poi, nella sua inidoneità a intercettare nuovi indici di capacità contributiva. Essa, in effetti, non sarebbe applicabile soltanto qualora da una determinata operazione economica origino dati tassabili, al contrario, anche la mera generazione e circolazione di un dato informatico comporterebbero un prelievo tributario. Di conseguenza, sorgono non pochi dubbi, avendo a mente l’ampia varietà di trasferimenti di dati informatici che, solo in parte, risultano giustificare un’imposizione fiscale; si pensi, a titolo di esempio, ai dati che vengono certamente generati dall’invio di un messaggio di posta elettronica, che tuttavia risulta privo di rilevanza economica.